# Johann Jakob Fugger

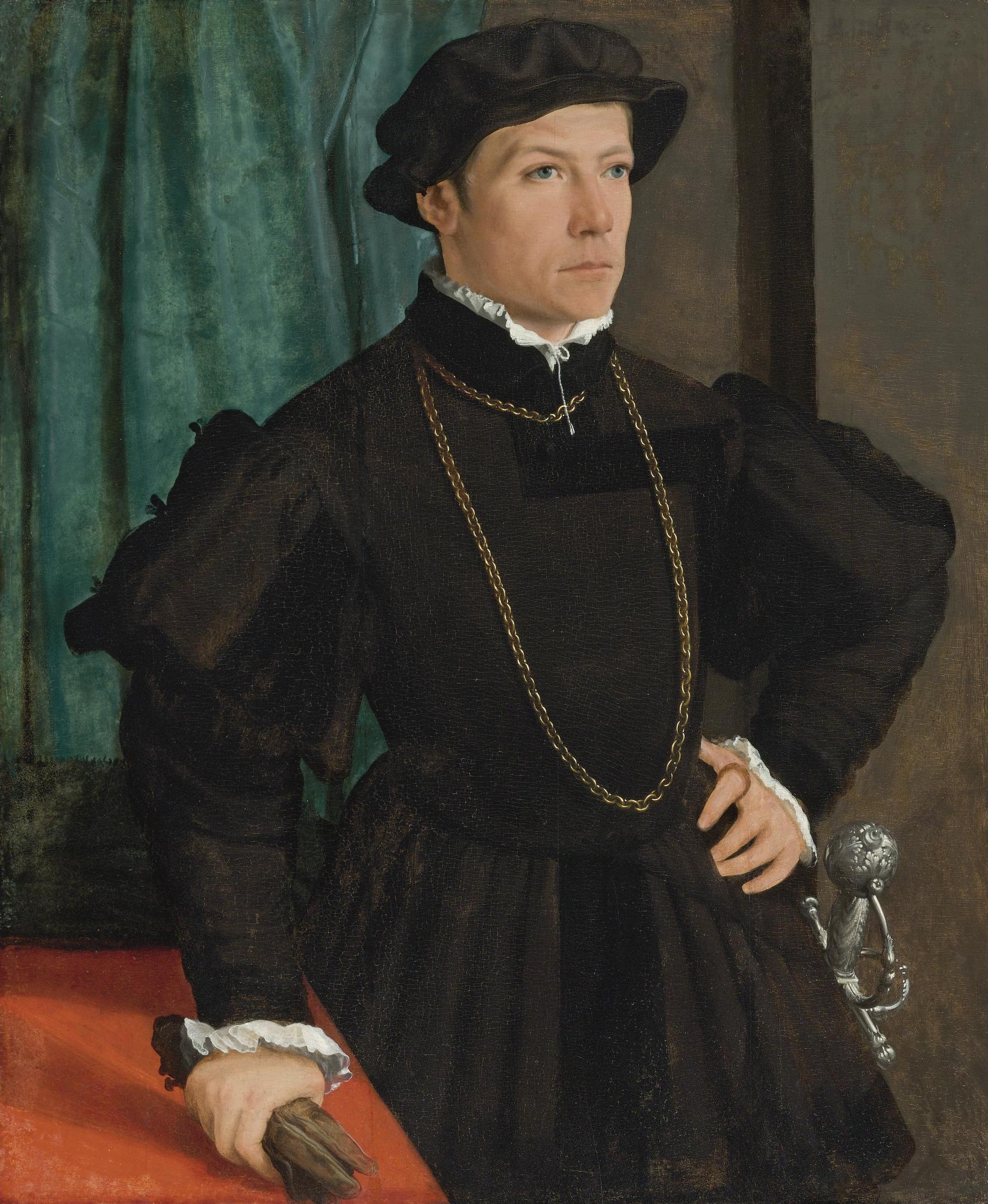
Johann Jakob Fugger (Christoph Amberger, 1541)

Johann Jakob Fugger (* 23. Dezember 1516 in Augsburg; † 14. Juli 1575 in München) (auch: Hans Jakob) war ein Mitglied der bekannten Kaufmannsfamilie der Fugger.
Er war der Sohn von Raymund Fugger von der Lilie (1489–1535) und dessen Frau Katharina  (1488–1535), Tochter des Montanunternehmers Johann I. Thurzo. Sein Bruder Ulrich Fugger (1526–1584) war päpstlicher Kämmerer.

## Leben
Wie schon sein Vater und sein Bruder war er ein bekannter Förderer der Künste und Wissenschaften. So holte er, wohl auf Tizians Rat, dessen Schüler Antonio Ponzano († 1602) nach Augsburg. Dort malte dieser die Fresken der inneren Räume des Fuggerpalastes. Die  Außenwände und der innere Hof waren bereits von Hans Burgkmair dem Jüngeren (1500–1562) und Albrecht Altdorfer mit herrlichen Fresken geschmückt worden. Ein anderer Maler, Jacopo Strada, war als Agent für ihn in Italien tätig. Er erbte von seinem Onkel Anton Fugger das Geschäft, aber er war nicht von Glück begünstigt und kam durch den Staatsbankrott von Spanien in große Bedrängnis, da die Fugger Karl V. viel Geld geliehen hatten. So verließ er das Geschäft, nachdem er bis auf seine Bibliothek alles verkaufen musste, und übergab es seinem Vetter Marcus (1529–1597). Dieser konnte das Unternehmen wieder konsolidieren.
Johann Jakob trat 1565 in die Dienste des Herzogs Albrecht V. von Bayern und wurde später dessen Kammerpräsident.
Er hatte eine bedeutende Bibliothek, die von 1551 bis 1557 von Hieronymus Wolf als Bibliothekar betreut wurde. 1571 verkaufte er sie an Albrecht V. von Bayern, der daraus die Münchener Hofbibliothek und damit den Grundstock für die Bayerische Staatsbibliothek schuf.

## Denkmal

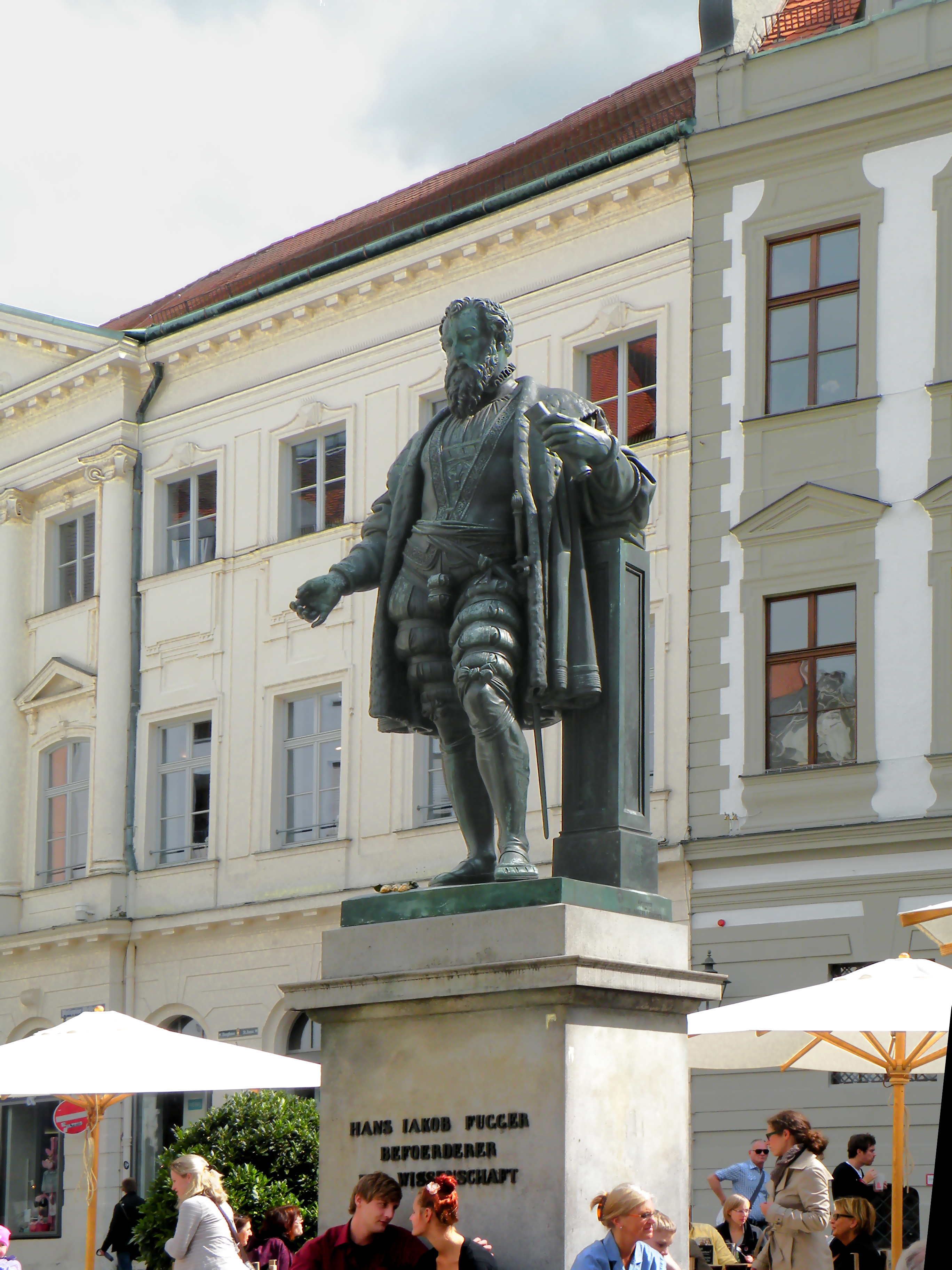
Denkmal für Johann Jakob Fugger in Augsburg

Seinem Andenken ist das von König Ludwig I. von Bayern errichtete Fuggerdenkmal, ein Standbild in der Augsburger Altstadt gewidmet. Das Denkmal steht auf einer verbreiterten Knickstelle in der Philippine-Welser-Straße vor dem Maximilianmuseum. Der Platz erhielt 2009 den Namen Fuggerplatz. Zuvor galt er als Teil der Philippine-Welser-Straße.

## Werke
Johann Jakob Fugger gilt auch als Autor der „Wahrhaftigen Beschreibung des österreichischen und habsburgischen Rahmens, Herkommens, Geschlechte, Fortpflanzung“; Sigmund von Birken lieferte 1668 eine Kopie  davon unter dem Namen: „Spiegel der Ehren des höchstlöblichen Kayser- und Königlichen Ertzhauses Oesterreich“.

## Familie

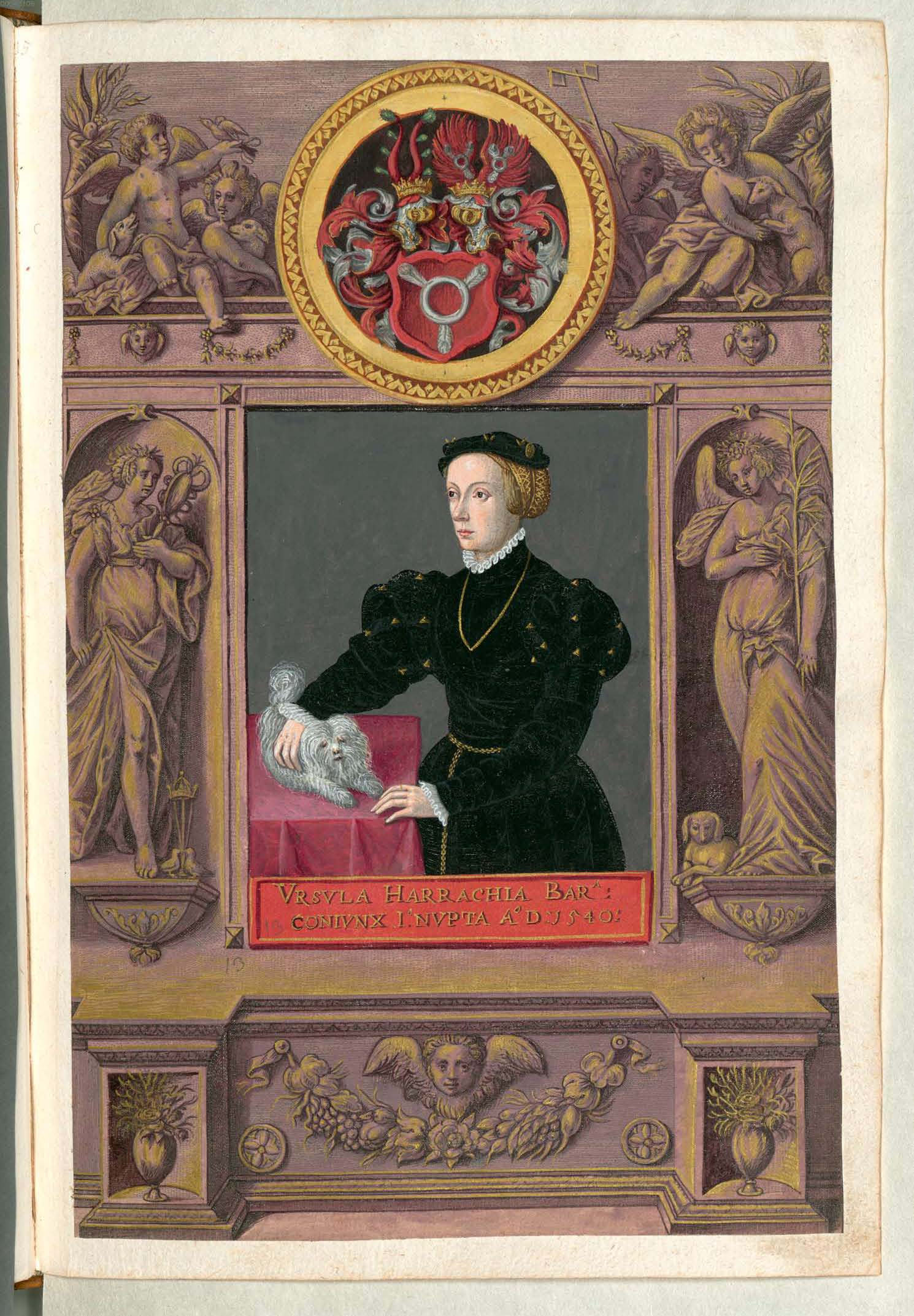
Ursula von Harrach

Johann Jakob Fugger war zweimal verheiratet.
Er ehelichte 1540 seine erste Frau Ursula von Harrach (1522–1554). Das Paar hatte folgende Kinder:
- Siguna  Eleonora (1541–1576); ⚭ 1558 Freiherr Sigmund von Lamberg (1536–1619); die Eltern von Johann Jakob von Lamberg
- Sigmund (1542–1600)
- Karl (1543–1580); ⚭ Anna Starkh
- Alexander Secundus (1546–1612), Dompropst in Freising
- Viktor August (1547–1586), Domherr in Passau
- Justina Benigna (1548–1600), Freiin zu Altkainach; ⚭ 1573 Friedrich von Holleneck († 1593)
- Maximilian (1550–1588), Deutschordenscomptur in Sterzing; ⚭ 1547 Anna von Egkh
- Severin (1551–1601), Herr zu Schwabmünchen; ⚭ 1583 Katharina von Helfenstein (1563–1627)
- Ferdinand (1552–1580)

Nach dem Tod seiner ersten Frau heiratete er 1560 Sidonia von Colaus genannt Wazler († 1572). Das Paar hatte folgende Kinder:

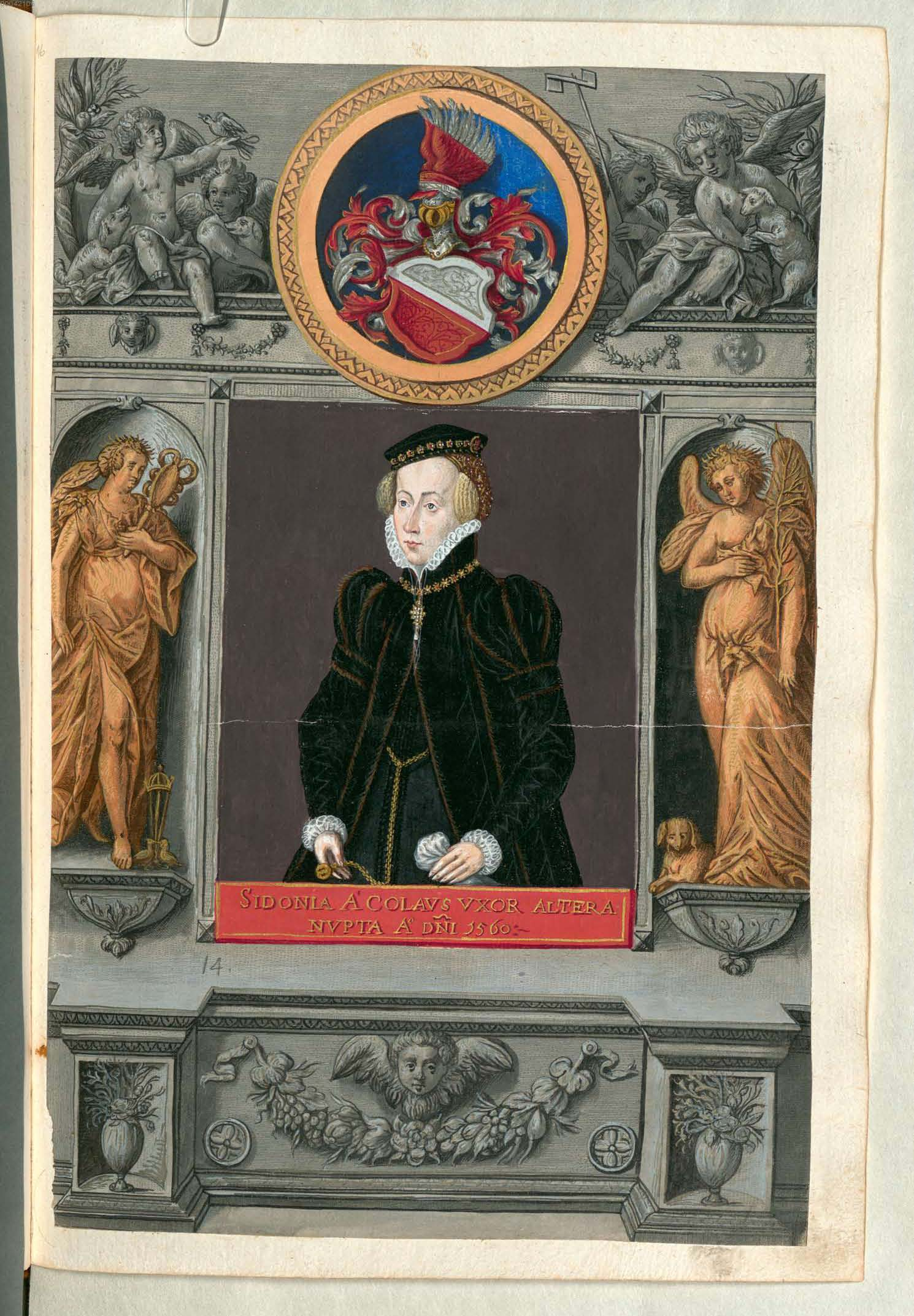
Sidonia von Colaus

- Adalberta (1560–1611); ⚭ 1582 Freiherr Christoph von Welsperg († 1634)
- Alexius (1562–1623), Herr von Adelshofen; ⚭ 1593 Maria von Gumppenberg (1570–1613)
- Joachim (1563–1607), Herr von Taufkirchen und Altenerding; ⚭ 1590 Gräfin Magdalen von Helfenstein (1562–1622)
- Aemilia (1564–1611); ⚭ 1582 Freiherr Alexander von und zu Sprinzenstein († 1597), Statthalter
- Albrecht (1565–1624); ⚭ 1600 Katharina von Gumppenberg (1581–1661)
- Alfons (1567–1569)
- Constantia (1568–1594); ⚭ 1592 Bernhardin II. von Herberstein Reichsfreiherr zu Neuberg und Gutenhag (1566–1624)
- Konstantin I. (1569–1627), Herr zu Zinnenberg; ⚭ 1597 Anna Maria Münich von Münchhausen
- Trajan (1571–1609), Herr von Untersulmentingen; ⚭ 1596 Regina von Freyberg
- Matthias (1572–1603); ⚭ Anna Jakobäa von Köckritz († 1600)